# Putla Villa de Guerrero
Putla Villa de Guerrero är en kommunhuvudort i Mexiko.   Den ligger i kommunen Putla Villa de Guerrero och delstaten Oaxaca, i den sydöstra delen av landet, 300 km söder om huvudstaden Mexico City. Putla Villa de Guerrero ligger 747 meter över havet och antalet invånare är 9 486.
Terrängen runt Putla Villa de Guerrero är huvudsakligen kuperad, men den allra närmaste omgivningen är platt. Putla Villa de Guerrero ligger nere i en dal. Runt Putla Villa de Guerrero är det ganska glesbefolkat, med 32 invånare per kvadratkilometer. Putla Villa de Guerrero är det största samhället i trakten. I omgivningarna runt Putla Villa de Guerrero växer huvudsakligen savannskog.